# Mitch Reinke
Mitch Reinke, född 4 februari 1996, är en amerikansk professionell ishockeyback som spelar för St. Louis Blues i National Hockey League (NHL). Han har tidigare spelat på lägre nivåer för Michigan Tech Huskies (Michigan Technological University) i National Collegiate Athletic Association (NCAA) och Cedar Rapids Roughriders i United States Hockey League (USHL).
Reinke blev aldrig draftad.

## Statistik
| 2011–2012   | Stillwater High School   |             | 21  | 2 | 10 | 12 | 0  | 2 | 0 | 0 | 0 | 0 |
| 2012–2013   | Stillwater High School   |             | 23  | 3 | 11 | 14 | 8  | 2 | 0 | 1 | 1 | 0 |
| 2013–2014   | Stillwater High School   |             | 23  | 5 | 14 | 19 | 12 | 3 | 0 | 0 | 0 | 2 |
| 2014–2015   | Cedar Rapids Roughriders | USHL        | 55  | 2 | 19 | 21 | 10 | 3 | 0 | 0 | 0 | 0 |
| 2015–2016   | Cedar Rapids Roughriders | USHL        | 56  | 5 | 25 | 30 | 22 | 5 | 1 | 1 | 2 | 6 |
| 2016–2017   | Michigan Tech Huskies    | NCAA        | 41  | 6 | 14 | 20 | 20 | — | — | — | — | — |
| 2017–2018   | St. Louis Blues          | NHL         | 1   | 0 | 0  | 0  | 0  | — | — | — | — | — |
|             | Michigan Tech Huskies    | NCAA        | 35  | 3 | 21 | 24 | 31 | — | — | — | — | — |
| NHL totalt  | NHL totalt               | NHL totalt  | 1   | 0 | 0  | 0  | 0  | — | — | — | — | — |
| NCAA totalt | NCAA totalt              | NCAA totalt | 76  | 9 | 35 | 44 | 51 | — | — | — | — | — |
| USHL totalt | USHL totalt              | USHL totalt | 111 | 7 | 44 | 51 | 32 | 8 | 1 | 1 | 2 | 6 |